# Saprochaete sericea
Saprochaete sericea är en svampart som först beskrevs av Stautz, och fick sitt nu gällande namn av de Hoog & M.T. Sm. 2004. Saprochaete sericea ingår i släktet Saprochaete och familjen Dipodascaceae.   Inga underarter finns listade i Catalogue of Life.